# Боевой киносборник № 8

Кадр из фильма: Татьяна Окуневская в роли диктора белградского радио

«Боевой киносборник № 8» — восьмой фильм серии из тринадцати боевых киносборников, вышедших в годы Великой Отечественной войны. Снимался на Ташкентской и Киевской киностудиях в дни наступления немецких войск на Москву. Киносборник выпущен на экраны 7 февраля 1942 года после Разгрома немецких войск под Москвой

## Сюжет
Сборник состоит из двух новелл о подпольном сопротивлении фашистам в Европе — «Ночь над Белградом» реж. Леонид Луков, и «Три танкиста» реж. Николай Садкович.

## В ролях
- Иван Переверзев — старший лейтенант (нет в титрах)
- Алексей Долинин — боец (нет в титрах)
- Андрей Мирошниченко — боец (нет в титрах)
- Григорий Михайлов — боец (нет в титрах)
- Андрей Сова— боец (нет в титрах)
- Татьяна Окуневская — диктор белградского радио
- Наталья Гицерот — сербская девушка
- Осип Абдулов — Мирко, хозяин кабачка
- Иван Новосельцев — Хотич, сербский патриот
- Василий Зайчиков — официант
- Пётр Алейников — подпольщик («Ночь над Белградом»), Савка, танкист («Три танкиста»)
- Александр Хвыля — обер-лейтенант Фишер, военный комендант
- Лаврентий Масоха — Макс, фашистский унтер-офицер («Ночь над Белградом»), немецкий солдат (нет в титрах) («Три танкиста»)
- Степан Каюков — немецкий унтер-офицер
- Иван Бобров — немецкий солдат
- Лидия Карташова — жительница Белграда
- Борис Андреев — Макар, танкист
- Марк Бернес — Михайло Юрченко, командир танка
- Евгений Карнаухов — немецкий офицер (нет в титрах)
- Людмила Нарышкина — эпизод (нет в титрах)
- Валентина Ивашёва — эпизод (нет в титрах)

Песня в фильме исполнена Татьяной Окуневской